# نهر بلک (تورنتو)
نهر بلک (به انگلیسی: Black Creek) یک جویبار در کانادا است که در تورنتو واقع شده‌است.